# IC 3069
IC 3069 је спирална галаксија у сазвјежђу Дјевица која се налази на листи објеката дубоког неба у Индекс каталогу.
Деклинација објекта је + 10° 9' 39" а ректасцензија 12h 15m 19,8s. Привидна величина (магнитуда) објекта IC 3069 износи 15,4 а фотографска магнитуда 16,2.